# ダイセキ環境ソリューション
株式会社ダイセキ環境ソリューション（ダイセキかんきょうソリューション、英: Daiseki Eco. Solution Co., Ltd.）は、愛知県名古屋市瑞穂区と東京都港区に本社を置く企業である。

## 概要
産業廃棄物処理大手ダイセキの連結子会社で土壌汚染の調査から浄化処理までを一貫して行っている。
また、親会社のダイセキが廃油や汚泥の中間処理を行っているのに対し、ダイセキ環境ソリューションでは、廃蛍光管や廃乾電池など水銀を中心とした中間処理および収集運搬なども行っている。

## 沿革
- 1996年（平成8年）11月1日 - 株式会社ダイセキのエンジニアリング部門から分離独立し、「株式会社ダイセキプラント」として設立[1]。
- 1999年（平成11年）5月 - 「株式会社ダイセキ環境エンジ」に商号を変更[1]。
- 2004年（平成16年）
  - 6月 - 「株式会社ダイセキ環境ソリューション」に商号を変更[1]。
  - 12月8日 - 東京証券取引所マザーズに株式を上場[1]。
- 2006年（平成18年） - ISO 14001認証を取得。
- 2008年（平成20年）
  - 2月 - 東京証券取引所市場第一部に市場変更及び名古屋証券取引所市場第一部に市場変更[1]。
  - 10月 - 子会社の株式会社グリーンアローズ中部を設立[1]。
- 2010年（平成22年）3月29日 - 株式会社タケエイと業務・資本提携[2]。
- 2018年（平成30年）11月12日 - 名古屋本社を名古屋市港区から瑞穂区へ移転[3]。
- 2023年（令和5年）
  - 4月5日 - 株式会社杉本商事の全株式を取得し、子会社化[1][4]。
  - 10月20日 - 東京証券取引所における市場区分を、プライム市場からスタンダード市場へ変更[5]。

## 事業所
- 本社（名古屋市瑞穂区）
- 東京本社（東京都港区）
- 関西支社（大阪市大正区）
- 東北支店（仙台市青葉区）
- 九州支店（福岡県糟屋郡宇美町）
- 西日本営業所（広島市南区）
- 工場
  - 名古屋リサイクルセンター（愛知県東海市新宝町）
  - 横浜リサイクルセンター（横浜市鶴見区）
  - 大阪リサイクルセンター（大阪市大正区）

## グループ会社
- 株式会社ダイセキ
- 株式会社グリーンアローズ中部
- 株式会社グリーンアローズ九州
- 株式会社杉本商事
- 有限会社杉本紙業
- 北陸ダイセキ株式会社
- 株式会社ダイセキMCR
- システム機工株式会社